# Elecciones estatales de Puebla de 2007
Las Elecciones estatales de Puebla de 2007 se llevan a cabo el domingo 11 de noviembre de 2007, y en ellas se renovarán los siguientes cargos de elección popular:
- 217 ayuntamientos. Compuestos por un Presidente Municipal y regidores, electos para un periodo de tres años no reelegibles para el periodo inmediato.
- 41 Diputados al Congreso del Estado. 26 electos por mayoría relativa en cada uno de los distritos electorales estatales y 15 electos por mediante representación proporcional para integrar la LVII Legislatura.

## Resultados electorales

### Ayuntamientos

Distribución de municipios por partido político.

| Partido/Alianza | Partido/Alianza                                     | Municipios |
| --------------- | --------------------------------------------------- | ---------- |
|                 | Partido Acción Nacional                             | 51         |
|                 | Coalición Unidos para Ganar (PRI, PVEM)             | 145        |
|                 | Coalición Por el Bien de Puebla (PRD, Convergencia) | 12         |
|                 | Partido del Trabajo                                 | 4          |
|                 | Partido Nueva Alianza                               | 3          |
|                 | Partido Alternativa Socialdemócrata                 | 0          |
|                 | Partido Esperanza Ciudadana                         | 1          |

### Congreso del estado

Distribución de los distritos electorales por partidos político

|  | 41.42 % |

|  | 29.31 % |

|  | 10.87 % |

|  | 8.16 % |

|  | 3.79 % |

|  | 1.64 % |

|  | 0.60 % |

|  | 4.21 % |

|  | 100 % |